# Biblioteca Pública del Estado (Huelva)
La Biblioteca Pública del Estado – Biblioteca Provincial de Huelva es una de las 53 bibliotecas públicas de titularidad estatal dependientes de la Subdirección General de Coordinación Bibliotecaria del Ministerio de Cultura español. Por Real Decreto n.º 864/1984, de 29 de febrero (BOJA núm.57, de 8 de junio), su gestión fue transferida a la Comunidad Autónoma de Andalucía, a través de la Consejería de Cultura de la Junta de Andalucía. Administrativamente se considera como una unidad dependiente de la Delegación Provincial de la Consejería de Cultura en Huelva. 
Se encuentra integrada dentro de la Red de Bibliotecas Públicas de Andalucía, en la que vienen participando 681 centros que comparten una misma tarjeta de lector y un mismo catálogo accesible en línea a través de Internet que permite consultar las referencias bibliográficas de más de 4 millones de ejemplares. 

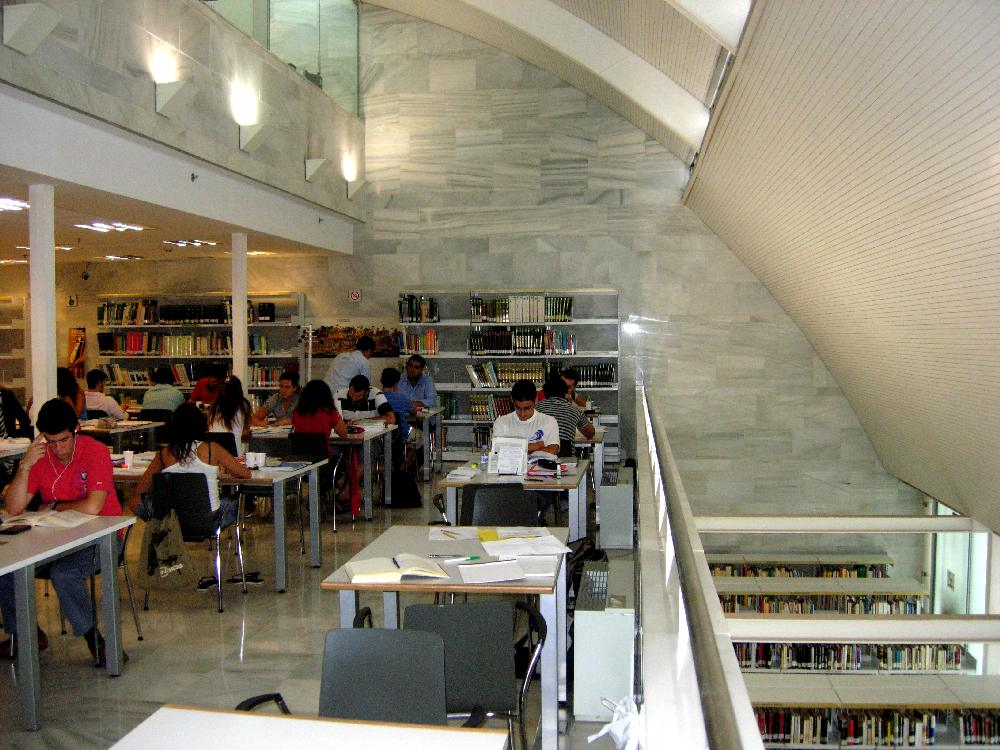
Sala de lectura ubicada en la cuarta planta

## Historia
Al igual que ocurre en otras provincias españolas, será el Instituto Provincial de Segunda Enseñanza quien se encargue de conformar el germen de lo que sería la Biblioteca Provincial. En todo caso, podemos afirmar que la historia de la biblioteca onubense se remonta al año de 1856, fecha en la que inicia su andadura la institución de enseñanza.
El arquitecto Diego Pérez Medina actúa sobre el edificio original de José María Morales Lupiañez, reinterpretando el neoclasicismo predominante en la zona; utilizando la piedra alabasto para darle un aspecto limpio y contundente a la vez que ilumina el interior gracias a la traslucidad de la piedra.

### Obras más antiguas

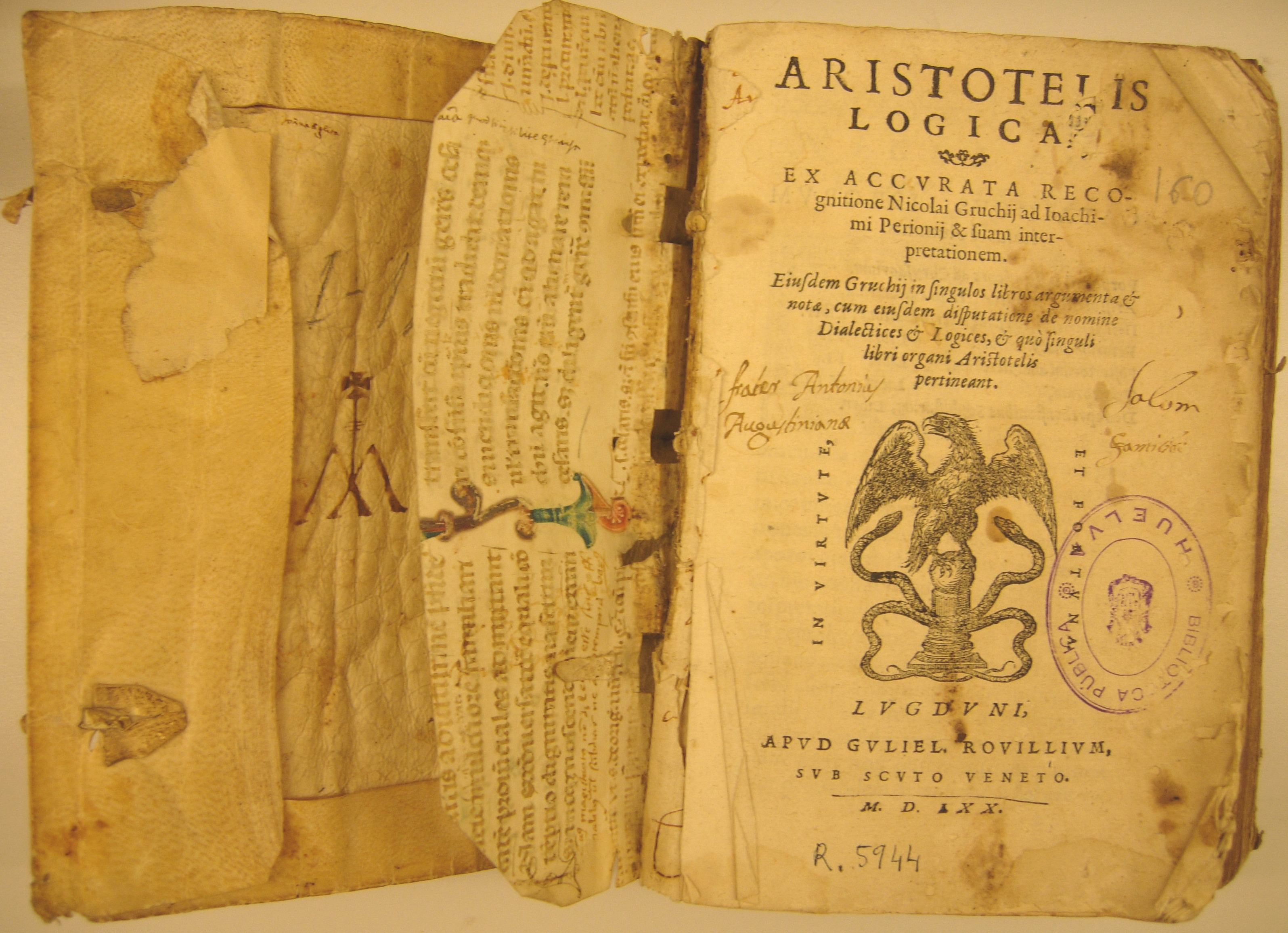
Lógica de Aristóteles, 1570, el ejemplar más antiguo que se conserva en la Biblioteca Provincial

La obra más antigua que atesora la Biblioteca Pública del Estado en Huelva es una edición de 1570 de la Lógica de Aristóteles, traducida al latín por Nicolás Gruchio y Joaquín Perionio, humanistas franceses del siglo XVI, e impresa en Lyon por Gulielmo Rovillium. Se trata de un libro de singular valor bibliográfico ya que del mismo sólo se tiene noticia de que se conserven en nuestro país tan sólo otros diez ejemplares. Otros títulos valiosos son la Opera Omnia de Tácito, editado por Cristóbal Plantino en 1581 en su imprenta de Amberes; los dos volúmenes de las Instituciones Sacras, Evangélicas y Morales del fraile catalán de la Orden Menor Joan Gazo, impresos en Barcelona por Sebastián Matevad entre 1610 y 1614 con unos magníficos grabados calcográficos en las portadas; la edición príncipe de los Autos Sacramentales de Calderón de la Barca por José Fernández de Buendía en 1677 y la edición de la Farsalia de Lucano por el impresor de Ámsterdam, Ioanum Blaeu en 1643 y comentada por el humanista inglés Thomas Farnaby. 
La pobreza y escaso número de colecciones de libros que se guardaban en los centros religiosos de la provincia ha determinado que la biblioteca onubense solo cuente con una pequeña cantidad de obras de los siglos XVI y XVII y algunas más correspondientes al XVIII.

## Fondos
En la actualidad (2007) su colección se compone de:
- 87.962 Libros
- 802 títulos de Revistas y Periódicos
- 4.457 Grabaciones sonoras
- 6.608 Vídeos y DVD
- 1.737 Documentos electrónicos

## Catálogos
- Acceso al Catálogo de la Biblioteca - OPAC
- Acceso al Catálogo de la Red de Bibliotecas Públicas de Andalucía - OPAC
- Acceso al Catálogo Colectivo del Patrimonio Bibliográfico de Andalucía

### Artículos y publicaciones
- Herrera Navarro, Javier (1984). «El libro más antiguo de la Biblioteca Pública de Huelva». Odiel (12 de febrero de 1984). p. 4 .

- Herrera Navarro, Javier (1985). «Libros de los siglos XVI y XVII de la Biblioteca Pública de Huelva». La Noticia (1 de marzo de 1985). p. 7 .

- Biblioteca Pública del Estado (1986). Bibliografía onubense I. Huelva: Biblioteca Pública del Estado.

- Biblioteca Pública del Estado (1986). Bibliografía onubense II. Huelva: Biblioteca Pública del Estado.

- Biblioteca Pública del Estado (1988). Bibliografía onubense III. Huelva: Biblioteca Pública del Estado.

- «Reforma arquitectónica de la BPE en Huelva». Correo Bibliotecario: boletín informativo de la Subdirección General de Coordinación Bibliotecaria (15, mayo 1997). 1997. p. 3-4 .

- González Ramón, Fernando M. (2001). «Inauguración del nuevo edificio de la BPE en Huelva». Correo Bibliotecario: boletín informativo de la Subdirección General de Coordinación Bibliotecaria (47, enero-febrero 2001). p. 6-7 .

- «Nueva web de la Biblioteca Pública del Estado de Huelva». Educación y Biblioteca: revista mensual de documentación y recursos didácticos 13 (123). 2001. p. 47-48.

- Riego Fernández, María del Valle (2002). «Algunas actividades de la BPE de Huelva». Educación y Biblioteca: revista mensual de documentación y recursos didácticos 14 (129 (mayo-junio 2002)). p. 31.

- Gómez Gómez, Antonio Agustín (2002). «La BPE en Huelva, un año en su nueva sede». Correo Bibliotecario: boletín informativo de la Subdirección General de Coordinación Bibliotecaria (57, marzo 2002). p. 4-5 .

- Gómez Gómez, Antonio Agustín (2004). «Curso en la BPE en Huelva dentro del Programa Bibliotecas Multiculturales de Andalucía». Correo Bibliotecario: boletín informativo de la Subdirección General de Coordinación Bibliotecaria (72, enero-febrero 2004). p. 6 .

- «La Biblioteca Pública Provincial de Huelva imparte un curso de lengua y cultura árabe». Boletín de la Red de Bibliotecas Públicas de Andalucía (4, Segundo trimestre de 2004). 2004. .

- «Recogida de libros para Perú». Boletín de la Red de Bibliotecas Públicas de Andalucía (4, Segundo trimestre de 2004). 2004. .

- «Entrega de premios del concurso 'Buscamos mascota' de la sala infantil de la Biblioteca Provincial de Huelva». Boletín de la Red de Bibliotecas Públicas de Andalucía (5, Tercer trimestre de 2004). 2004. .

- «Actividades del IV Centenario de 'El Quijote' : Huelva». Boletín de la Red de Bibliotecas Públicas de Andalucía (8, Segundo trimestre de 2005). 2005. .

- «Prácticas en la Biblioteca de Huelva». Boletín de la Red de Bibliotecas Públicas de Andalucía (12, Segundo trimestre de 2006). 2006. .

- «Campaña de fomento de la lectura en la Biblioteca Provincial de Huelva». Boletín de la Red de Bibliotecas Públicas de Andalucía (13, Tercer trimestre de 2006). 2006. .

- «Curso de formación para los bibliotecarios de Huelva». Boletín de la Red de Bibliotecas Públicas de Andalucía (13, Tercer trimestre de 2006). 2006. .

- «Novedades en la web de la Biblioteca de Huelva». Boletín de la Red de Bibliotecas Públicas de Andalucía (14, Cuarto trimestre de 2006). 2006. .

- «IX Encuentro de Bibliotecas de Huelva». Boletín de la Red de Bibliotecas Públicas de Andalucía (15, Primer trimestre de 2007). 2007. .

- «Tutorial de uso del OPAC de la Red de Bibliotecas Públicas de Andalucía». Boletín de la Red de Bibliotecas Públicas de Andalucía (15, Primer trimestre de 2007). 2007. .

- «La Biblioteca de Huelva imparte un programa de alfabetización informacional y de formación de usuarios». Boletín de la Red de Bibliotecas Públicas de Andalucía (16, Segundo trimestre de 2007). 2007. .

- Sanz Ruiz, Elena (2007). «El Programa “Bibliotecas Interculturales” en Andalucía: el caso de la Biblioteca Pública Provincial de Huelva». XIV Jornadas Bibliotecarias de Andalucía. Antequera (Málaga) 15 al 17 de marzo de 2007. Málaga: Asociación Andaluza de Bibliotecarios. .

- Gómez Gómez, Antonio Agustín (2007). «El Instituto Provincial de 2ª Enseñanza y los orígenes de la Biblioteca Pública Provincial de Huelva». El Instituto La Rábida : 150 años de educación y cultura en Huelva. Huelva: Diputación Provincial. ISBN 978-84-8163-427-3. vol. II, p. 211-220 .

- Gómez Gómez, Antonio Agustín (2010). «Microblogs : Twitter : Bibliotecas Públicas : Biblioteca Pública del Estado - Biblioteca Provincial de Huelva». Educación y Biblioteca: revista mensual de documentación y recursos didácticos (177 (Mayo-junio, 2010)). p. 84

.

### Documentos relativos a la Biblioteca
- Memoria anual de la Biblioteca : 2006

- Carta de Servicios de la Biblioteca Pública del Estado – Biblioteca Provincial de Huelva